# محمد صالح طماح
محمد صالح طماح (1952-2019) هو عسكري يمني، ولد وعاش مرحلة طفولته في قرية «بين الواديين» التابعة لمديرية يهر محافظة لحج، وهاجر وهو بعمر 14 سنة إلى المملكة العربية السعودية ثم عاد إلى قريته قبل استقلال جنوب اليمن من الاستعمار البريطاني عام 1967م.، في 23 مايو 2018 عين رئيساً لهيئة الاستخبارات العسكرية اليمنية.

## الحياة العسكرية
دخل السلك العسكري مبكرا وانخرط في التنظيم السياسي للجبهة القومية، واستطاع أن يحصل على منحة تعليمية في الخارج وحصل على الماجستير في العلوم العسكرية في روسيا، وعاد إلى اليمن الجنوبي ثم ترقى في السلك العسكري وعُين رئيس القسم السياسي بسلاح المدرعات، شارك في حرب 13 يناير عام 1986م إلى جانب علي سالم البيض ضد قوات علي ناصر محمد، وترقى في الرتب العسكرية كما شارك في حرب 1994 إلى جانب الانفصاليين ضمن قوات الدروع وكانت تحت قيادته وقاتل حتى يوم 7 يوليو 1994.
بعد الهزيمة غادر إلى الولايات المتحدة الأمريكية وعاد عام 2007 ، وشارك في قيادة المظاهرات السلمية في عدن والضالع ويافع وأبين ، قاد معركة تحرير العر في يافع من قوات الحرس الجمهوري عام 2011م وانتصر على هذه القوات.
شارك عام 2008 مع عبد الله الناخبي في الاشتباكات التي دارت بين قوات علي عبد الله صالح ومجموعات من الحراك الجنوبي في ردفان انتهت بالصلح.
أصدر اللواء محمود الصبيحي قرارا بتعيينه قائدا لمحور العند ولم تصمد القاعدة طويلا امام قوات عبد الملك الحوثي التي اجتاحت عدن يوم 25 مارس من سنة 2015.
شارك ضمن المقاومة المسلحة في جبهة العند إلى أن تم تحرير المحافظات الجنوبية بتاريخ 14 يوليو 2015 من قوات الحوثي.
في 23 مايو 2018 صدر قرار جمهوري بتعيينه رئيسا لهيئة الاستخبارات والإستطلاع.
توفي يوم 13 يناير عام 2019 أثر تفجير استهدف قاعدة العند بطائرة مسيرة تبنتها جماعة الحوثي.
لديه 5 أولاد ذكور وهم ياسر (متوفي)، وعمار، وصالح، ومالك، وقاصد، وأربع بنات هن: طليعة (متوفية)، وسميرة، والعنود.